# Gare de Colombiers
Ne doit pas être confondu avec Gare de Colombier ou Gare de Colombier-Fontaine.
La gare de Colombiers est une gare ferroviaire française, fermée, de la ligne de Bordeaux-Saint-Jean à Sète-Ville, située sur le territoire de la commune de Colombiers, dans le département de l'Hérault, en région Occitanie.
Elle est mise en service le 22 avril 1857 par la Compagnie des chemins de fer du Midi et du Canal latéral à la Garonne (Midi).

## Situation ferroviaire
Établie à 25,480 mètres d'altitude, la gare de Colombiers est située au point kilométrique (PK) 424,690 de la ligne de Bordeaux-Saint-Jean à Sète-Ville et au même PK de la ligne de Colombiers à Quarante - Cruzy
Elle est également l'origine au PK 0 de la ligne de Colombiers à Cazouls-lès-Béziers, avant la gare de Maureilhan. Sur cette ligne, seule la section de Colombiers à Maureilhan est encore en service.

## Histoire
La gare de Colombiers a été mise en service le 22 avril 1857 lors de l'ouverture du tronçon de Toulouse à Sète de la ligne de Bordeaux-Saint-Jean à Sète-Ville.
Le 28 mai 1913, elle devient une gare de bifurcation avec l'ouverture de la section de Maureilhan à Colombiers de la ligne de Colombiers à Cazouls-lès-Béziers
Enfin, le 14 janvier 1923 la gare accueille une troisième ligne de Colombiers à Quarante - Cruzy.
Le trafic voyageurs vers Cazouls et Quarante s'est interrompu respectivement le 1er janvier 1933 et le 4 avril 1937.
En 1971, le trafic marchandises sur la ligne vers Quarante s'est arrêté.
Depuis 2017, la section entre Colombiers et Maureilhan a été récupéré par la région Occitanie et est ouverte aux opérateurs pour du transport de marchandises.

## Patrimoine ferroviaire
En 2021, les bâtiments de la gare sont toujours présents.